# Sunny Deol

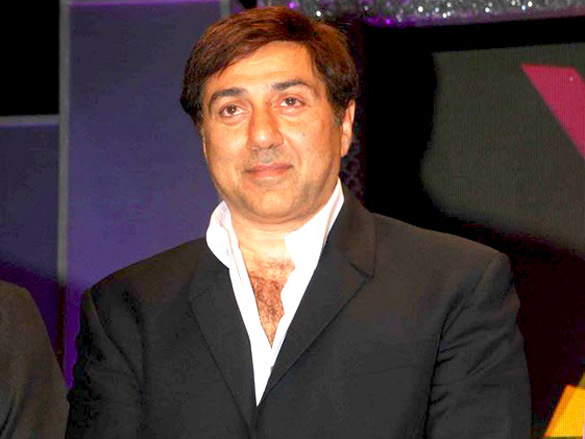
Sunny Deol in 2012

Ajay Singh Dharmendra Deol (* 19. Oktober 1956), besser bekannt unter seinem Künstlernamen Sunny Deol, ist ein indischer Schauspieler, Filmregisseur, Produzent, Politiker und amtierender Parlamentsabgeordneter aus Gurdaspur (Wahlkreis Lok Sabha) im indischen Punjab. Als Schauspieler hat er in mehr als 100 Hindi-Filmen mitgewirkt und sich das Image eines wütenden Actionhelden erworben. In den 1980er und 1990er Jahren spielte er in zahlreichen erfolgreichen Filmen mit und gilt als einer der Topstars dieser Zeit. Deol hat zwei National Film Awards und zwei Filmfare Awards gewonnen.

## Werdegang
Deol gab sein Debüt an der Seite seiner Debütantin Amrita Singh in Betaab (1983), für den er eine Nominierung für den Filmfare Best Actor Award erhielt. Mit seiner Darstellung eines Amateurboxers, der 1990 in Rajkumar Santoshis Ghayal zu Unrecht des Mordes an seinem Bruder beschuldigt wurde, erlangte Deol große Anerkennung und Lob und gewann den Filmfare Award als bester Hauptdarsteller und den National Film Award – Special Jury Award / Special Mention (Spielfilm). Seine Darstellung eines Anwalts im Film Damini – Lightning (1993) brachte ihm den National Film Award als bester Nebendarsteller und den Filmfare Award als bester Nebendarsteller ein. Er spielte in mehreren anderen Blockbuster-Filmen mit, darunter Darr (1993), Jeet (1996), Ghatak (1996), Ziddi (1997), Border (1997), Arjun Pandit (1999) und Indian (2001).
Ein weiterer Meilenstein für Deol war Gadar: Ek Prem Katha (2001), in dem Deol einen patriotischen indischen Lkw-Fahrer porträtierte. Der Film wurde zum Zeitpunkt seiner Veröffentlichung der erfolgreichste Bollywood-Film aller Zeiten und brachte ihm eine Nominierung für den Filmfare Best Actor Award ein. Später trat Deol zusammen mit seinem Vater Dharmendra und seinem Bruder Bobby Deol zum ersten Mal gemeinsam in dem Hit „Apne“ von 2007 auf. Es folgte eine Familienkomödie, Yamla Pagla Deewana (2011), die ebenfalls erfolgreich war.